# Arakawa (Bucht von Tokio)
Der Arakawa (jap. 荒川, dt. wilder Fluss) ist ein Fluss auf der japanischen Hauptinsel Honshū. Er ist 173 km lang und hat ein Einzugsgebiet von 2.940 km².

## Geografie
Er fließt zunächst als Gebirgsfluss vom Berg Kobushi nach Nordosten, bis er sich in der Stadt Kumagaya in Richtung Südosten wendet. Er durchfließt nun den südlichen Teil der Kantō-Ebene. Bei der Stadt Toda bildet der Arakawa die Grenze zwischen der Präfektur Saitama der Präfektur Tokio. In Kita zweigt an der Iwabuchi-Schleuse von ihm der Sumida ab. Er mündet in die Bucht von Tokio.
Der heutige Unterlauf des Arakawa wurde 1930 als Arakawa hōsuiro („Arakawa-Entwässerungskanal“) fertiggestellt, davor floss er durch den heutigen Sumida. Bis ins 17. Jahrhundert, als die Tokugawa den Hauptstrom des Tone nach Osten umleiten ließen, floss der Arakawa durch den heutigen Moto-Arakawa in den Tone.

## Verlauf des Flusses
Der Arakawa durchfließt folgende Orte:
- Präfektur Saitama:
  - Stadt Chichibu
  - Landkreis Chichibu
    - Minano
    - Nagatoro
    - Yorii

  - Kumagaya
  - Kōnosu
  - Kitamoto
  - Okegawa
  - Ageo
  - Saitama
  - Toda
- Präfektur Tokio
  - Kita
  - Adachi
  - Katsushika
  - Sumida
  - Edogawa